# Џеронимо (Тексас)
Џеронимо (енгл. Geronimo) насељено је место без административног статуса у америчкој савезној држави Тексас.

## Демографија
По попису из 2010. године број становника је 1.032, што је 413 (66,7%) становника више него 2000. године.
| Група             | 2000.       | 2010.       |
| Белци             | 320 (51,7%) | 468 (45,3%) |
| Афроамериканци    | 26 (4,2%)   | 47 (4,6%)   |
| Азијати           | 0 (0,0%)    | 7 (0,7%)    |
| Хиспаноамериканци | 261 (42,2%) | 523 (50,7%) |
| Укупно            | 619         | 1.032       |